# 鴻巣フラワーセンター
鴻巣フラワーセンターは、埼玉県鴻巣市寺谷にある花卉市場。卸売業務の運営は、鴻巣花き（株）によって行われており、市場施設自体の開設運営は鴻巣フラワーセンター株式会社が担っている。

## 沿革[1]
- 1966年3月　前身となる埼玉綜合園芸（株）が営業を開始
- 1972年12月　前身となる（株）鴻巣園芸センター営業開始
- 1999年3月　埼玉綜合園芸（株）および（株）鴻巣園芸センターが合併の覚書締結
- 1999年8月　鴻巣花き（株）設立
- 2002年9月　埼玉綜合園芸（株）と（株）鴻巣園芸センターが、鴻巣花き（株）に営業権を譲渡
- 2002年9月6日　鴻巣花き（株）として営業開始
- 2003年11月 切花せりを開始

## 所在地・交通等
- 住所: 埼玉県鴻巣市寺谷125 (パンジーハウス隣)
- アクセス: JR東日本高崎線鴻巣駅東口よりタクシーまたは市内循環バスフラワー号で、鴻巣フラワーセンター停留所下車

## 併設施設
- レストランかねはち

## その他
- 競り日である月、水、金曜日には、競りを無料で見学できる。（要事前予約）[2]
- センターの前を通る市道の名称は、フラワー通りである。